# Baba (Słowacki Raj)
Baba (1000 m) – najbardziej na zachód wysunięty szczyt Słowackiego Raju. Znajduje się w grzbiecie pomiędzy doliną  Vernárskiego potoku (na zachodzie) i doliną Doliną Veľkiej Bielej vody (na wschodzie). W grzbiecie tym kolejno od zachodu na wschód wyróżnia się: Baba (100 m), Smrekovica (1008 m), Krompľa (990 m) i Okrúhly vrch (818 m). Północne stoki całego grzbietu opadają do bezleśnych obszarów Kotliny Hornadzkiej (miejscowościach Hranovnica, Spišský Štiavnik i Betlanovce).
Baba wznosi się bezpośrednio nad doliną Vernarskiego potoku, jej północne stoki opadają do Hranovnicy. Jest całkowicie porośnięta lasem, jednak wielka wichura w 2004 r. powaliła jego dużą część i duża część partii szczytowych to wiatrołomy. Nie prowadzi przez nią żaden znakowany szlak turystyczny. Przez szczyt Baby biegnie granica Parku Narodowego Słowacki Raj, północno-zachodnie stoki Baby znajdują się już poza granicami tego parku.